# アンドレ・ジョンソン
アンドレ・ラモント・ジョンソン（Andre Lamont Johnson, 1981年7月11日 - ）は、アメリカ合衆国フロリダ州マイアミ出身の元プロアメリカンフットボール選手。現役時代はNFLのヒューストン・テキサンズなどでワイドレシーバーとして活躍し、2024年にプロフットボール殿堂入りを果たした。

## 経歴

### ハイスクール
高校4年目のシーズンに32レシーブ、931レシーブヤードを記録し、パレード誌のオールアメリカンチームに選出された。

### カレッジ
高校卒業後はマイアミ大学へ進学。2年目の2001年シーズンには、BCSナショナル・チャンピオンシップ・ゲームとなったネブラスカ大学とのローズボウルで199レシーブヤード、2つのレシービングTDを記録して勝利に貢献し、MVPを受賞。チームはシーズン無敗での全米制覇を果たした。
3年間プレーし、通算で92レシーブ、1,831レシーブヤード、20のレシービングTDを記録した。
フットボール以外に、陸上競技の短距離走でも活躍した。

### ヒューストン・テキサンズ
| 6 ft 2 in (188 cm)                                                         | 230 lb (104 kg) | 34 in (86 cm) | 9+1⁄8 in (23 cm) | 4.41 s | 4.10 s | 39 in (99 cm) | 11 ft 0 in (3.35 m) | 23 |
| All values from NFL Combine, except for 40-yd and 20-ss from Miami Pro Day |                 |               |                  |        |        |               |                     |    |

2003年のNFLドラフトにて1巡目全体3位でヒューストン・テキサンズから指名され、その後6年総額3,900万ドル（うち1,350万ドル保証）のルーキー契約を結んだ。

#### 2003年シーズン
1年目から全16試合に出場し、66レシーブ、976レシーブヤード、4つのレシービングTDを記録してオールルーキーチームに選出された。

#### 2004年シーズン
第5週のミネソタ・バイキングス戦で170レシーブヤード、2つのレシービングTDを記録。シーズンでは79レシーブ、1,142レシーブヤード、6つのレシービングTDを記録するなど前年から成績を伸ばし、初のプロボウルに選出された。

#### 2005年シーズン
第12週のセントルイス・ラムズ戦で12レシーブ、159レシーブヤード、1つのレシービングTD、第16週のジャクソンビル・ジャガーズ戦で7レシーブ、119レシーブヤード、1つのレシービングTDを記録した。しかしシーズン全体では怪我のため13試合の出場に留まり、63レシーブ、688レシーブヤード、2つのレシービングTDと前年から成績を落とし、チームも球団史上ワーストとなる2勝14敗に終わった。2012年のインタビューにおいて、このシーズンは試合に勝てず常にフラストレーションを溜めており、朝起きて練習に向かいたくないと思った時期もあったと明かしている。

#### 2006年シーズン
全16試合に出場して103レシーブ（NFL最多）、1,147レシーブヤード、5つのレシービングTDを記録し、2度目のプロボウルに選出された。

#### 2007年シーズン
開幕前の2007年3月7日に、テキサンズと6年総額6,000万ドル（うち1,500万ドル保証）の契約延長に合意した。
第1週のカンザスシティ・チーフス戦で7レシーブ、142レシーブヤード、1つのレシービングTD、第2週のカロライナ・パンサーズ戦で7レシーブ、120レシーブヤード、2つのレシービングTDを記録するなど好調な滑り出しだったが、第3週で負傷し、その後7試合を欠場した。その後シーズン中盤に復帰し、最終的に60レシーブ、851レシーブヤード、8つのレシービングTDを記録。1試合あたりの平均レシーブヤード95.6はNFLトップだった。

#### 2008年シーズン
開幕後最初の4試合でそれぞれ131、178、141、143レシーブヤードを記録し、10月のAFC月間最優秀攻撃選手に選出された。第15週のテネシー・タイタンズ戦で11レシーブ、207レシーブヤード、1つのレシービングTDを記録。1試合でレシーブヤード200以上を記録したのは初めてだった。シーズンでは115レシーブ、1,575レシーブヤード（いずれもキャリアハイかつNFL最多）、8つのレシービングTDを記録し、3度目のプロボウル、初のオールプロファーストチームに選出された。また、10レシーブ以上を記録したのが7試合あり、これはNFL史上最多であった。

#### 2009年シーズン
第14週のシアトル・シーホークス戦で11レシーブ、193レシーブヤード、2つのレシービングTDを記録して勝利に貢献。翌週のセントルイス・ラムズ戦でも9レシーブ、196レシーブヤードを記録して勝利に貢献した。シーズンでは2年連続でNFL最多となる1,569レシーブヤードを記録。チームは9勝7敗で、創設8年目にして初めてシーズン勝ち越しとなったが、同じ成績で並んでいたニューヨーク・ジェッツ、ボルチモア・レイブンズと比べカンファレンス内での成績が悪かったことから、プレーオフ進出を逃した。このシーズンもプロボウル、オールプロファーストチームに選出された。

#### 2010年シーズン
2010年8月4日にテキサンズと2016年までの契約延長に合意し、NFL史上最高額のワイドレシーバーとなった。
第12週のテネシー・タイタンズ戦でシーズン60レシーブに到達。キャリア最初の8年間で毎年60レシーブ以上を記録したNFL史上初の選手となった。この試合で相手のコートランド・フィネガンと殴り合いの乱闘となり退場させられ、両者とも2万5,000ドルの罰金処分となった。シーズンでは86レシーブ、1,216レシーブヤード、8つのレシービングTDを記録してプロボウルに選出されたが、チームは6勝10敗でプレーオフ進出を逃した。NFL Top 100プレイヤーランキングでは7位にランクインした。

#### 2011年シーズン
開幕後最初の3試合でいずれも7レシーブ以上、90レシーブヤード以上を記録するなど好調だったが、第4週のピッツバーグ・スティーラーズ戦でパスをキャッチした後の着地に失敗して右ハムストリングを負傷。その後9試合を欠場し、復帰後も出場機会は限られた。怪我の影響でキャリワーストとなる7試合の出場に留まり、33レシーブ、492レシーブヤード、2つのレシービングTDも全てキャリアワーストだった。しかしチームは10勝6敗で、創設10年目にして初の地区優勝、プレーオフ進出を果たした。
プレーオフではワイルドカード・ラウンドのシンシナティ・ベンガルズ戦で5レシーブ、90レシーブヤード、1つのレシービングTDを記録して勝利に貢献。ディビジョナル・ラウンドのボルチモア・レイブンズ戦では8レシーブ、111レシーブヤードを記録したが、試合は敗れた。NFL Top 100プレイヤーランキングでは15位にランクインした。

#### 2012年シーズン
第6週のグリーンベイ・パッカーズ戦で、テキサンズの選手では史上初となる通算10,000レシーブヤードに到達した。第11週のジャクソンビル・ジャガーズ戦では14レシーブ、273レシーブヤードを記録。オーバータイムで決勝点となる48ヤードのレシービングTDを記録するなど、キャリア最高の試合となった。翌週のデトロイト・ライオンズ戦で9レシーブ、188レシーブヤードを記録し、シーズン1,000レシーブヤードに到達。連続した2試合での合計レシーブヤードが461となり、チャド・ジョンソンの450を抜きNFL史上最高記録となった。
このシーズンはキャリアハイとなる1,598レシーブヤードを記録してプロボウル、オールプロセカンドチームに選出された。多くのアナリストから前年の怪我からの完全復活を疑われていた中で、キャリア最高のシーズンとなった。シーズンで1,500以上のレシーブヤードを記録したのは3回目で、これはマービン・ハリソンと並び、ジェリー・ライス（4回）に次ぐNFL歴代2位タイの記録となった。NFL Top 100プレイヤーランキングでは14位にランクインした。

#### 2013年シーズン
第9週のインディアナポリス・コルツ戦で9レシーブ、229レシーブヤード、3つのレシービングTDを記録し、NFL史上2番目の速さで通算12,000レシーブヤードに到達した。
シーズンでは全16試合に出場し、109レシーブ、1,407レシーブヤード、5つのレシービングTDを記録。7度目のプロボウルに選出された。NFL Top 100プレイヤーランキングでは21位にランクインした。

#### 2014年シーズン
15試合に出場して85レシーブ、936レシーブヤード、3つのレシービングTDを記録した。
シーズン終了後の2015年3月2日に、テキサンズから来シーズンは先発起用しないことを告げられた。トレードを希望するも引き取り手が見つからず、9日に解雇された。

### インディアナポリス・コルツ
2015年3月11日にインディアナポリス・コルツと3年総額2,100万ドルの契約を結んだ。
2015年シーズンは前年限りでレジー・ウェインが引退したため、開幕前の通算レシーブヤードで現役選手1位となった。16試合に出場したが41レシーブ、503レシーブヤード、4つのレシービングTDと大きく成績を落とし、シーズン終了後に契約をあと2年残して解雇された。

### テネシー・タイタンズ
2016年7月29日にテネシー・タイタンズと2年契約を結んだ。
2016年シーズン、第2週のデトロイト・ライオンズ戦にて4thダウンギャンブルで決勝点となるレシービングTDを記録したが、それ以外で目立った活躍はほとんどなく、8試合の出場でわずか9レシーブ、85レシーブヤードに留まり、シーズン途中の2016年10月31日に現役引退を発表した。

### 現役引退
2017年4月19日に古巣のテキサンズと1日契約を結び、引退会見を行った。会見ではテキサンズでスーパーボウル制覇を成し遂げられなかったことがキャリア唯一の心残りであること、コルツやタイタンズに在籍していた際も常にテキサンズを気にかけていたことを明かした。11月19日、テキサンズは球団に大きく貢献した選手やコーチ、エグゼクティブを表彰するリング・オブ・オナーを創設。その1人目としてジョンソンが選出された。
2024年2月8日、プロフットボール殿堂入りが発表された。2002年創設とNFLで最も歴史の浅いテキサンズにおいて、初めての殿堂入り選手となった。

## 人物
ルーキーシーズンの2003年に自らの名を冠したアンドレ・ジョンソン財団を設立し、一人親家庭への支援を行っている。
2012年12月4日、児童保護サービスの子供たちのためにトイザらスで1万9,000ドル以上費やして玩具を購入していたことが報じられた。玩具の大量購入は財団の資金で毎年行っていたものだったが、この年にジョンソンが長蛇のレシートを掲げた写真が出回ったことで世界的に話題となった。その後ヒューストン警察が主催したクリスマスイベントにも参加し、地元の小学校の児童800人にサプライズでクリスマスプレゼントを贈った。

## 詳細情報

### 個人成績
| 説明 | 説明         |
| ---- | ------------ |
|      | リーグ最多   |
| 太字 | キャリアハイ |

#### レギュラーシーズン
| シーズン | チーム | 試合 | 試合 | レシーブ  | レシーブ    | レシーブ | レシーブ | レシーブ | ラン | ラン        | ラン | ラン | ラン | ファンブル  | ファンブル |
| シーズン | チーム | 試合 | 先発 | レシ ーブ | 獲得 ヤード | 平均     | 最長     | TD       | 回数 | 獲得 ヤード | 平均 | 最長 | TD   | ファン ブル | ロスト     |
| -------- | ------ | ---- | ---- | --------- | ----------- | -------- | -------- | -------- | ---- | ----------- | ---- | ---- | ---- | ----------- | ---------- |
| 2003     | HOU    | 16   | 16   | 66        | 976         | 14.8     | 46T      | 4        | 5    | −10         | −2.0 | 11   | 0    | 0           | 0          |
| 2004     | HOU    | 16   | 16   | 79        | 1,142       | 14.5     | 54T      | 6        | 4    | 12          | 3.0  | 14   | 0    | 1           | 1          |
| 2005     | HOU    | 13   | 13   | 63        | 688         | 10.9     | 53T      | 2        | 6    | 10          | 1.7  | 5    | 0    | 1           | 1          |
| 2006     | HOU    | 16   | 16   | 103       | 1,147       | 11.1     | 53       | 5        | 3    | 14          | 4.7  | 18   | 0    | 1           | 0          |
| 2007     | HOU    | 9    | 9    | 60        | 851         | 14.2     | 77T      | 8        | —    | —           | —    | —    | —    | 1           | 1          |
| 2008     | HOU    | 16   | 16   | 115       | 1,575       | 13.7     | 65       | 8        | —    | —           | —    | —    | —    | 1           | 1          |
| 2009     | HOU    | 16   | 16   | 101       | 1,569       | 15.5     | 72T      | 9        | 2    | 10          | 5.0  | 7    | 0    | 1           | 0          |
| 2010     | HOU    | 13   | 13   | 86        | 1,216       | 14.1     | 60       | 8        | 2    | 10          | 5.0  | 7    | 0    | 1           | 0          |
| 2011     | HOU    | 7    | 7    | 33        | 492         | 14.9     | 50       | 2        | 1    | 8           | 8.0  | 8    | 0    | 0           | 0          |
| 2012     | HOU    | 16   | 16   | 112       | 1,598       | 14.3     | 60T      | 4        | —    | —           | —    | —    | —    | 0           | 0          |
| 2013     | HOU    | 16   | 16   | 109       | 1,407       | 12.9     | 62T      | 5        | —    | —           | —    | —    | —    | 0           | 0          |
| 2014     | HOU    | 15   | 15   | 85        | 936         | 11.0     | 35       | 3        | —    | —           | —    | —    | —    | 3           | 3          |
| 2015     | IND    | 16   | 14   | 41        | 503         | 12.3     | 35       | 4        | —    | —           | —    | —    | —    | 0           | 0          |
| 2016     | TEN    | 8    | 4    | 9         | 85          | 9.4      | 20       | 2        | —    | —           | —    | —    | —    | 0           | 0          |
| 通算     | 通算   | 193  | 187  | 1,062     | 14,185      | 13.4     | 77       | 70       | 23   | 54          | 2.3  | 18   | 0    | 10          | 7          |

#### ポストシーズン
| シーズン | チーム | 試合 | 試合 | レシーブ  | レシーブ    | レシーブ | レシーブ | レシーブ | ファンブル  | ファンブル |
| シーズン | チーム | 試合 | 先発 | レシ ーブ | 獲得 ヤード | 平均     | 最長     | TD       | ファン ブル | ロスト     |
| -------- | ------ | ---- | ---- | --------- | ----------- | -------- | -------- | -------- | ----------- | ---------- |
| 2011     | HOU    | 2    | 2    | 13        | 201         | 15.5     | 40       | 1        | 0           | 0          |
| 2012     | HOU    | 2    | 2    | 12        | 157         | 13.1     | 22       | 0        | 0           | 0          |
| 通算     | 通算   | 4    | 4    | 25        | 358         | 14.3     | 40       | 1        | 0           | 0          |

### NFL記録
- シーズンで10レシーブ以上を記録した最多試合数：7
- 100レシーブ、1,400レシーブヤード以上を記録した最多シーズン：4

### テキサンズ記録
- 通算最多レシーブ：1,012
- 通算最多レシーブ獲得ヤード：13,597
- 通算最多レシービングTD：64
- シーズン最多レシーブ：115
- シーズン最多レシーブ獲得ヤード：1,598
- 100レシーブ以上を記録した最多シーズン：5